# Chamaedorea radicalis
Espèce
Synonymes
- Chamaedorea pringlei  S.Watson
- Nunnezharia radicalis  (Mart.) Kuntze

Chamaedorea radicalis  est une espèce de plantes à fleurs de la famille des Arecaceae (les palmiers) qui est originaire du Nord-Est du Mexique.

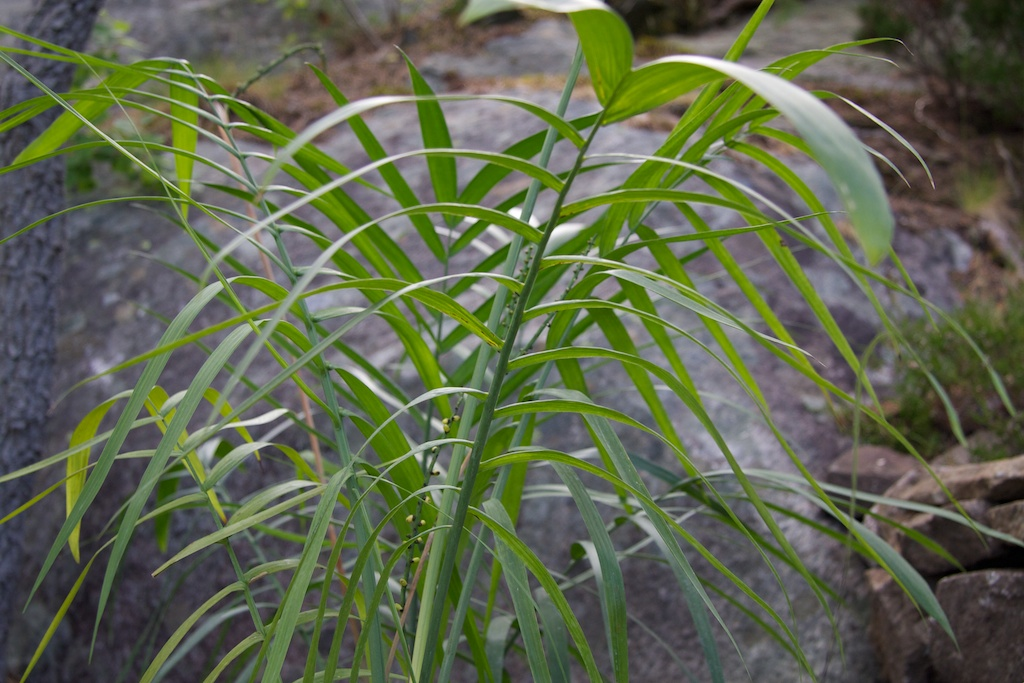
Vue de la plante.

## Description
Ce sont des Palmiers avec des tiges solitaires (très rarement cespiteux ?), érigés, élancés, paraissant sans tige ou pouvant atteindre 3-4 m de haut ( on parle couramment de 2 types de C.radicalis ; une sous-espèce acaule et d'une autre caulescente ).
Tige : 2-3 cm de diamètre, courte, recourbée, souterraine puis à nœuds serrés, ou parfois aérienne, allongée, puis verte, lisse, annelée, avec des entre-nœuds jusqu'à 15 cm.
Feuilles : 4-8, dressées, pennées ; avec gaine de 15-25 cm de long, épaisse, coriace et fibreuse, de couleur vert clair, dure et résistante au séchage, oblique et tubulaire seulement au milieu de la partie inférieure.
Les inflorescences sont inter-foliaires, dressées, pédiculées, si la plante est acaule.
Fruits 12 x 9 mm, ellipsoïdes à obovoïdes-globuleux, de couleur jaune-vert puis virant à l'orange et enfin au rouge à pleine maturité .

## Taxonomie
Chamaedorea radicalis a été décrit par Carl Friedrich Philipp von Martius (Mart.) et publié dans Histoire Naturalis Palmarum 3: 308, en 1849.
Étymologie
Chamaedorea: Nom générique qui dérive des mots grecs χαμαί (khamaí) « à terre, petit » et δωρεά (dōreá) « cadeau », en référence aux fruits faciles à obtenir dans la nature de par la taille des plantes ne dépassant pas quelques mètres.
radicalis, épithète latine qui signifie « basal, dérivé de la racine », se référant aux inflorescences au port apparemment sans tige (pour le type acaule), et peut-être aussi à cause de la grosse racine souterraine que la plante forme à partir du collet .
Synonymie
- Chamaedorea pringlei S.Watson
- Nunnezharia radicalis (Mart.) Kuntze[7]

## Culture
C'est un palmier de croissance moyenne, mais la floraison (et la fructification) peut intervenir lorsqu'il est encore assez jeune. Les Chamaedoreas étant dioïque il faut, effectivement, un pied mâle et un pied femelle pour que la fructification se produise. 

Le C.radicalis est sans doute le Chamaedorea le plus rustique, sa résistance au froid (-10°C) correspond a une zone USDA 8b , même 8a ou encore moins, s'il est bien installé et abrité. Le Chamaedorea microspadix est aussi assez résistant au froid, et s'ils sont plantés ensemble on a pu observer des hybridations entre ces deux espèces .

Les graines germent sans difficultés particulières, si elles sont assez fraiches. Comme les autres « petits palmiers » ils préfèreront se développer à l'ombre ; sous-Canopée. Ils seront beaucoup plus beaux plantés en groupe, sous des végétaux plus élevés, qui les abriteront et sous lesquels ils bénéficieront de la pénombre dont ils ont besoin.